# Médaille du Collège royal
 (mars 2023).
Si vous disposez d'ouvrages ou d'articles de référence ou si vous connaissez des sites web de qualité traitant du thème abordé ici, merci de compléter l'article en donnant les références utiles à sa vérifiabilité et en les liant à la section « Notes et références ».
Le Collège royal des médecins et chirurgiens du Canada tient annuellement un concours pour l'attribution des Médailles du Collège royal en médecine et en chirurgie. Ces médailles couronnent à l'échelle du pays, les travaux originaux réalisés par des cliniciens chercheurs ayant terminé leur formation à l'intérieur des dix dernières années. Les travaux dirigés ou supervisés, comme dans le cas des programmes avancés ou post-doctoraux ne sont pas admissibles au concours.

## Lauréats
- 1949 - Stanley Harcroft
- 1950 - Aucune médaille
- 1951 - Robert Teasdall
- 1952 - Miller Fisher
- 1953 - George Willis
- 1954 - John Locke
- 1955 - Armando Ortiz-Galvan
- 1956 - Donald Fraser
- 1957 - Richard Rowe
- 1958 - Aucune médaille
- 1959 - James Mustard
- 1960 - Joseph Sinott
- 1961 - John Parker
- 1962 - Charles Scriver
- 1963 - Carl Goresky
- 1964 - Peter Macklem
- 1965 - David Osoba
- 1966 - Phil Gold
- 1967 - Roy Douglas Wilson
- 1968 - W.R. Bruce
- 1969 - Norman Hollenberg
- 1970 - Morley Kapusta
- 1971 - David Thomson
- 1972 - Murray Fisher
- 1973 - Hiroko Watanabe
- 1974 - Michael Halperin
- 1975 - Hulbert Silver
- 1976 - Clayton Reynolds
- 1977 - Alan Thomson
- 1978 - Roger Sutton
- 1979 - Morris Blajchman
- 1980 - Emil Skamene
- 1981 - Hans-Michael Dosch
- 1982 - R.K. Chandra
- 1983 - Bernard Zinman
- 1984 - Léo Renaud
- 1985 - Philip Halloran
- 1986 - Paul Jolicoeur
- 1987 - John Kelton
- 1988 - Karl Skorecki
- 1989 - Jack Jhamandas
- 1990 - John Floras
- 1991 - Jeffrey Weitz
- 1992 - Grant Mitchell
- 1993 - P.H. St.George-Hyslop
- 1994 - André Cantin
- 1995 - Paul Thorner
- 1996 - Catherine Hayward
- 1997 - Pierre Blanchet
- 1998 - Donald Redelmeier
- 1999 - Chung-Wai Chow
- 2000 - Christopher Power
- 2001 - Gillian Hawker
- 2002 - John Parker
- 2003 - Christopher Kovacs
- 2004 - Gordon Francis
- 2005 - Finlay McAlister